# Комбриг
Комбриг — в русском языке после 1917 года сокращение должности командира бригады, а также персональное воинское звание лиц высшего командного состава РККА в период с 22 сентября 1935 по 7 мая 1940, соответствовавшее званию бригадир или бригадный генерал в вооружённых силах других стран. Следующее воинское звание — комдив.
В современных вооружённых силах России командир бригады обычно имеет звание полковник.

## История
Предпосылкой к созданию персонального воинского звания «комбриг» является проведение военной реформы 1924 года, в результате которой согласно приказу РВС № 807 от 20.06.1924 весь командирский состав был разделен на 14 служебных категорий и 10-й категории (К-10) из группы высшего командного состава соответствовала типовая командно-строевая должность «помощник командира дивизии или командир отдельной бригады», который в качестве знака должностного положения имел в петлице один ромб. Командир бригады в РККА являлся промежуточной ступенью между полковником и генерал-майором. Связано это было с тем, что в армии стало достаточно распространено тактическое соединение больше полка и меньше дивизии — бригада. Таким образом, звание «комбриг» (равно как и «комдив», «комкор», и «командарм») существовало, но применялось чисто в должностном аспекте.
22.09.1935 постановлением ЦИК и СНК СССР «О введении персональных воинских званий начальствующего состава Рабоче-Крестьянской Красной Армии и об учреждении положения о прохождении службы командным и начальствующим составом РККА», введено персональное звание «комбриг».
| Род войск                                       | Соответствующее звание/должность                 |
| В командном составе                             | В командном составе                              |
| ----------------------------------------------- | ------------------------------------------------ |
| Народный комиссариат внутренних дел СССР        | Майор государственной безопасности Майор милиции |
| Военно-Морской Флот СССР                        | Капитан 1-го ранга                               |
| В начальствующем составе                        |                                                  |
| в сухопутных и военно-воздушных силах           | Бригинженер                                      |
| в военно-морских силах                          | инженер-флагман 3 ранга                          |
| в военно-политическом составе всех родов войск  | Бригадный комиссар                               |
| в военно-хозяйственном составе всех родов войск | Бригинтендант                                    |
| в военно-юридическом составе всех родов войск   | Бригвоенюрист                                    |
| в военно-медицинском составе всех родов войск   | Бригврач                                         |
| в военно-ветеринарном составе всех родов войск  | Бригветврач                                      |

Окончательное закрепление произошло с принятием в 1937 году нового Устава внутренней службы РККА, в котором чётко отражено новое деление военнослужащих на группы в соответствии с их служебным положением. В частности, четырнадцатый пункт Устава перечислял персональные военные звания, установленные постановлениями от 22.09.1935 с дополнениями от 5.08.1937 (которое устанавливало персональные звания младший лейтенант и младший воентехник — «для лиц младшего командного и начальствующего состава, окончивших специальные краткосрочные курсы, а также для лиц, прошедших военную службу в порядке раздела X закона об обязательной военной службе» а также младший политрук — «для политработников из лиц младшего командного состава и красноармейцев, не имеющих образования в объёме военно-политического училища».)

## Знаки различия
С января 1922 года в РККА была введена единая строго регламентированная форма одежды. Знаки различия военнослужащих стали располагать на специальных клапанах из сукна, обрамлённым алым кантом, который нашивался на середине рукава шинели и гимнастёрки; цвет поля клапана соответствовал роду войск. В верхней части клапана размещалась пятиконечная звезда из сукна алого цвета, ниже которой вертикально нашивался знак должностного положения — один ромб высотой 1,7 и шириной 0,8 сантиметра (см) (малая диагональ — два см, большая — три) из меди, покрытой тёмно-красной эмалью у командного состава.
Кроме того, на петлицах шинелей и гимнастёрок, обшитых золотистым галуном и имеющих цвет, соответствующий роду войск, управлений и учреждений военного ведомства, вводилась эмблема. На оба рукава выше обшлага нашивался один широкий золотистый шеврон.

Знаки различия комбрига в петлицах шинели.
Знаки различия комбрига в петлицах на гимнастерке и кителе.
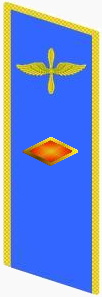
Петличный знак комбрига авиации РККА.
Знак различия (шеврон) комбрига на рукав.

В 1940 году в связи с введением генеральских званий представители высшего комсостава, в том числе комбриги, были переаттестованы.
Тем не менее, даже с началом Великой Отечественной войны, встречались командиры, имевшие петлицы комбрига и использовавшие это звание. Это было связано с двумя моментами. Во-первых, ряд комбригов не был переаттестован в связи с недостаточно удовлетворительным исполнением служебных обязанностей. Во-вторых, на момент массового присвоения новых званий некоторые комбриги находились в заключении, и до начала Великой Отечественной войны их не успели переаттестовать (например, будущий генерал армии Александр Горбатов).
Равные комбригу звания начальствующего состава были сохранены. Их продолжали присваивать вплоть до 1942 года. Последним 8.2.1943 было переклассифицировано звание бригвоенюрист. Как правило, бывшие носители таких званий получали звания полковника соответствующей службы, немногие — генерал-майора.

## В искусстве
- Звание комбрига носит Фёдор Фёдорович Серпилин, один из героев романа «Живые и мёртвые» К. М. Симонова и одноимённого фильма (роль комбрига Серпилина исполнил А. Д. Папанов).
- Звание комбрига носит Иван Варавва, в фильме «Офицеры».